# 처녀자리 70

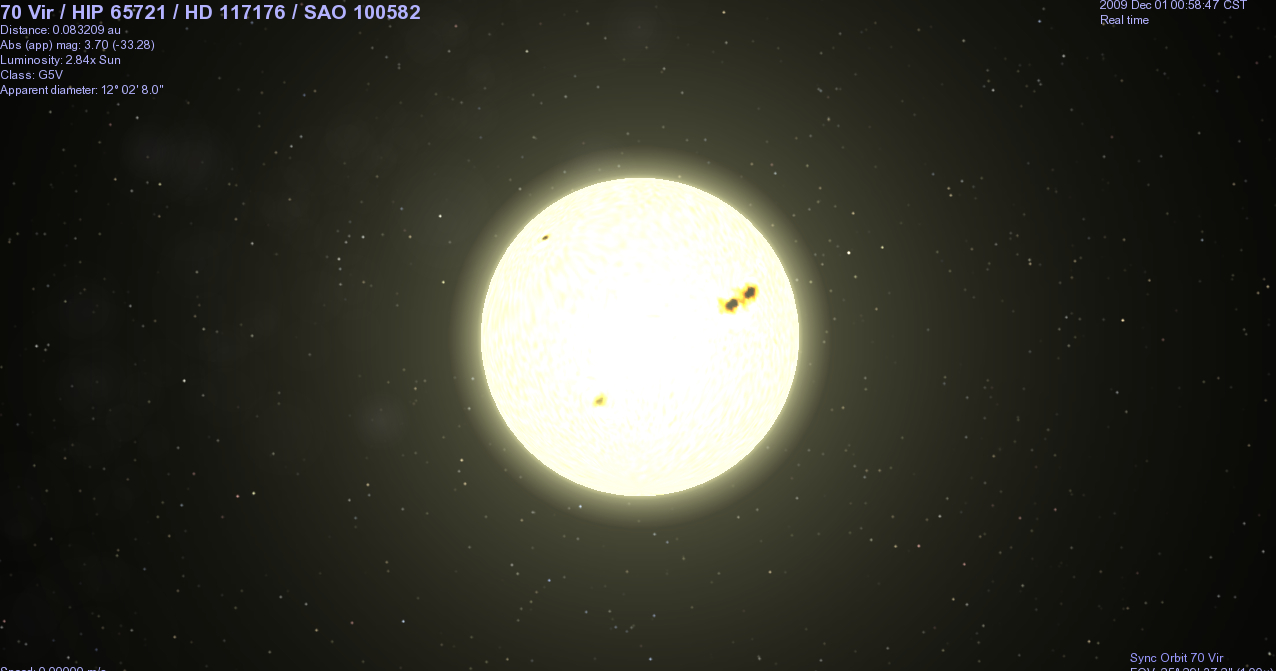

처녀자리 70(70 Virginis)은 처녀자리에 있는, 지구로부터 약 59광년 떨어진 G형 주계열성이다. 이 항성은 분광형에 비해서 더 밝은데, 주계열에서 막 탈출하여 준거성 단계로 돌입하는 과정에 있는 것으로 보인다.
1996년 처녀자리 70 주변을 돌고 있는 행성이 발견되었다.

## 행성계
| 동반천체 | 질량 (MJ)       | 공전주기 (일)       | 공전궤도 반지름 (AU) | 이심률          |
| -------- | --------------- | ------------------- | -------------------- | --------------- |
| b        | >7.49 ± 0.61 MJ | 116.6884 ± 0.0044 d | 0.484 ± 0.028 AU     | 0.4007 ± 0.0035 |

## 참고 문헌
1. ↑  van Leeuwen, F. (2007). “HIP 65721”. 《Hipparcos, the New Reduction》.

## 같이 보기
- 외계행성
- 페가수스자리 51
- 처녀자리
- 처녀자리 70 b